# Јегор Шарангович
Јегор Александрович Шарангович (рус. Егор Александрович Шарангович — Минск, 6. јун 1998) професионални је белоруски хокејаш на леду који игра у нападу на позицијама центра.
Члан је сениорске репрезентације Белорусије за коју је на међународној сцени дебитовао на светском првенству 2017. године.